# Juravnîkî, Pustomîtî
Juravnîkî (în ucraineană Журавники) este un sat în comuna Ciornușovîci din raionul Pustomîtî, regiunea Liov, Ucraina.

## Demografie
Componența lingvistică a localității Juravnîkî
     Ucraineană (100%)
Conform recensământului din 2001, toată populația localității Juravnîkî era vorbitoare de ucraineană (100%).